# Aéré M'Bar
Aéré M'Bar est une commune du sud-ouest de la Mauritanie, située dans le département de Bababé de la région de Brakna, à la frontière avec le Sénégal.